# Mylor (Cornouailles)
Pour les articles homonymes, voir Mylor.
Mylor est une paroisse civile et un village des Cornouailles, en Angleterre.